# Список сезонов КХЛ
Список сезонов КХЛ — это список всех сезонов Континентальной хоккейной лиги.

## Первые десять сезонов КХЛ

### 2008/09
Первый чемпионат Континентальной хоккейной лиги организаторы считают экспериментальным. Он проходил со 2 сентября 2008 года по 12 апреля 2009 года. КХЛ создана на основе Российской хоккейной Суперлиги и в сезоне 2008/09 включала в себя 24 клуба, среди которых 21 клуб из России, а также по одному клубу из Белоруссии, Латвии и Казахстана.
Лига разделена на 4 дивизиона по 6 клубов. В регулярной части чемпионата КХЛ каждый клуб провёл по 4 игры с каждым клубом своего дивизиона, а также по 2 игры с каждым клубом других дивизионов. Таким образом, эта часть чемпионата состояла из 56 туров. По результатам регулярного чемпионата были определены 16 команд, которые разыграли Кубок Гагарина в серии плей-офф. В число этих 16 команд вошли по одной лучшей команде от каждого дивизиона, а также 12 команд, набравших наибольшее количество очков в ходе регулярного чемпионата среди остальных 20 команд. 
Автором первой шайбы в истории КХЛ стал рижский динамовец Александр Ниживий, поразивший 2 сентября 2008 года ворота хабаровского «Амура». Победителем регулярного сезона стал уфимский «Салават Юлаев». Обладателем  Кубка Гагарина стал казанский «Ак Барс».

### 2009/10
Второй чемпионат Континентальной хоккейной лиги проходил с 10 сентября 2009 года по 27 апреля 2010 года. Чемпионом и обладателем Кубка Гагарина во второй раз подряд стал казанский «Ак Барс». Также казанский клуб выиграл Кубок Открытия.
Победителем регулярного сезона и обладателем Кубка Континента второй год подряд стал уфимский «Салават Юлаев».
Примечательно, что во всех пятнадцати сериях плей-офф победу одерживала та команда, которая выигрывала в первом матче этой серии.

### 2010/11
Третий чемпионат Континентальной хоккейной лиги проходил с 8 сентября 2010 года по 16 апреля 2011 года. Кубок Гагарина, звание чемпиона КХЛ, а вместе с ним и звание чемпиона России завоевал уфимский «Салават Юлаев», переигравший мытищинский «Атлант» в финале Кубка Гагарина со счетом в серии 4-1. Обладателем Кубка Открытия стал московский клуб «Динамо», а победителем регулярного сезона и обладателем Кубка Континента — омский «Авангард».

### 2011/12
Четвертый чемпионат Континентальной хоккейной лиги проходил с 7 сентября 2011 года по 25 апреля 2012 года. В связи с авиакатастрофой под Ярославлем чемпионат был приостановлен и его возобновление было перенесено на 12 сентября. Официальная церемония закрытия хоккейного сезона состоялась 23 мая 2012 года. Чемпионом и обладателем Кубка Гагарина стал московский клуб «Динамо». Победителем регулярного сезона и обладателем Кубка Континента стал челябинский «Трактор». Обладателем Кубка Открытия стал уфимский «Салават Юлаев».

### 2012/13
Пятый чемпионат Континентальной хоккейной лиги стартовал 4 сентября 2012 года и завершился 17 апреля 2013 года. Чемпионом и обладателем Кубка Гагарина во второй раз подряд стал московский клуб «Динамо», обыгравший в финале челябинский «Трактор» со счетом в серии 4-2. Победителем регулярного сезона и обладателем Кубка Континента стал СКА. Обладателем Кубка Открытия стал московский клуб «Динамо».

### 2013/14
Шестой чемпионат Континентальной хоккейной лиги начался 4 сентября 2013 года и завершился 30 апреля 2014 года. Обладателем Кубка Гагарина впервые стал магнитогорский «Металлург».

### 2014/15
Седьмой чемпионат Континентальной хоккейной лиги начался 3 сентября 2014 года. Победителем регулярного сезона, обладателем Кубка Континента и чемпионом России стал московский ЦСКА. Впервые обладателем Кубка Гагарина стал СКА.

### 2015/16
Восьмой чемпионат Континентальной хоккейной лиги начался 24 августа 2015 года. Обладателем Кубка Открытия впервые стал московский ЦСКА. Также впервые в истории КХЛ ЦСКА второй год подряд выиграл Кубок Континента. В этом году обладателем Кубка Гагарина стал магнитогорский «Металлург», обыграв победителя регулярного чемпионата и главного фаворита московский ЦСКА со счетом в серии 4-3. Матч всех звёзд этого сезона второй раз проходил в Москве и был самым результативным. В этом матче, проходившем в Ледовом дворце ВТБ, команда Запада обыграла команду Востока со счетом 28:23.

### 2016/17
Девятый чемпионат Континентальной хоккейной лиги начался 22 августа 2016 года. Обладателем Кубка Открытия стал магнитогорский «Металлург», который обыграл московский ЦСКА. ЦСКА третий год подряд выиграл Кубок Континента.
В финале Кубка Гагарина встретились СКА и магнитогорский «Металлург», обыгравшие в финалах своих конференций ярославский «Локомотив» и казанский «Ак Барс» соответственно. Матчи состоялись 8, 10 и 16 апреля в Магнитогорске на арене «Металлург»; 12 и 14 апреля в Петербурге в Ледовом дворце. Обладателем Кубка Гагарина стал  СКА.
Примечательно, что финалисты обыграли своих соперников с одним и тем же счетом в серии — 4-0. Подобное происходило в КХЛ лишь в сезоне 2013/14. В том сезоне в финале Кубка Гагарина сражались пражский «Лев» и тот же магнитогорский «Металлург», также обыгравшие своих соперников («Локомотив» и «Салават Юлаев» соответственно) с одинаковым счётом в серии — 4-1. 

### 2017/18
В десятом чемпионате Континентальной хоккейной лиги из-за финансовых проблем не участвовали хорватский «Медвешчак» и новокузнецкий «Металлург». Обладателем Кубка Открытия и Кубка Континента стал СКА. Обладателем Кубка Гагарина стал казанский «Ак Барс», обыграв московский ЦСКА со счетом в серии 4-1.

## Вторые десять сезонов КХЛ

### 2018/19
Одиннадцатый чемпионат Континентальной хоккейной лиги начался 1 сентября 2018 года. Обладателем Кубка Открытия стал СКА, который обыграл казанский «Ак Барс». В финале Кубка Гагарина московский ЦСКА обыграл омский «Авангард» (4:0 в серии).

### 2019/20
Двенадцатый чемпионат Континентальной хоккейной лиги начался 1 сентября 2019 года. Обладателем Кубка Открытия стал омский «Авангард», который обыграл московский ЦСКА. Сезон не был доигран из-за пандемии коронавируса.

### 2020/21
Тринадцатый чемпионат Континентальной хоккейной лиги начался 2 сентября 2020 года. Обладателем Кубка Открытия стал казанский «Ак Барс», который обыграл московский ЦСКА. В финале Кубка Гагарина омский «Авангард» обыграл московский ЦСКА (4:2 в серии).

### 2021/22
Четырнадцатый чемпионат Континентальной хоккейной лиги начался 1 сентября 2021 года и завершился 30 апреля 2022 года. Обладателем Кубка Открытия стал омский «Авангард», который обыграл московский ЦСКА, в то время как чемпионом КХЛ стал именно ЦСКА, обыграв в финале магнитогорский «Металлург» (4:3 в серии).

### 2022/23
Пятнадцатый чемпионат Континентальной хоккейной лиги начался 1 сентября 2022 года и завершился 29 апреля 2023 года. Обладателем Кубка Открытия стал московский ЦСКА. Он же стал и обладателем Кубка Гагарина, обыграв в финале казанский «Ак Барс» (4:3 в серии).

### 2023/24
Шестнадцатый чемпионат Континентальной хоккейной лиги начался 1 сентября 2023 года и завершился 24 апреля 2024 года. Обладателем Кубка Открытия стал казанский «Ак Барс». В финале Кубка Гагарина магнитогорский «Металлург» обыграл ярославский «Локомотив» (4:0 в серии).

### 2024/25
Семнадцатый чемпионат Континентальной хоккейной лиги начался 3 сентября 2024 года. Обладателем Кубка Открытия и Кубка Континента стал ярославский «Локомотив». Также, ярославский «Локомотив» выиграл в финальной серии «Трактор» со счётом 4:1, и в первые стал обладателем Кубка Гагарина

## Таблица сезонов КХЛ
| №  | Сезон | Финалы | Команды | Игры рег. сезона | Начало (рег. сезона) | Окончание (вкл. плей-офф) | Обладатель Кубка Гагарина |
| -- | ----- | ------ | ------- | ---------------- | -------------------- | ------------------------- | ------------------------- |
| 1  | 08/09 | 2009   | 24      | 733              | 2 сентября 2008      | 12 апреля 2009            | Ак Барс                   |
| 2  | 09/10 | 2010   | 24      | 744              | 10 сентября 2009     | 27 апреля 2010            | Ак Барс                   |
| 3  | 10/11 | 2011   | 23      | 672              | 8 сентября 2010      | 16 апреля 2011            | Салават Юлаев             |
| 4  | 11/12 | 2012   | 23      | 621              | 12 сентября 2011     | 25 апреля 2012            | Динамо М                  |
| 5  | 12/13 | 2013   | 26      | 676              | 4 сентября 2012      | 17 апреля 2013            | Динамо М                  |
| 6  | 13/14 | 2014   | 28      | 756              | 4 сентября 2013      | 30 апреля 2014            | Металлург Мг              |
| 7  | 14/15 | 2015   | 28      | 840              | 3 сентября 2014      | 19 апреля 2015            | СКА                       |
| 8  | 15/16 | 2016   | 28      | 840              | 24 августа 2015      | 19 апреля 2016            | Металлург Мг              |
| 9  | 16/17 | 2017   | 29      | 870              | 22 августа 2016      | 16 апреля 2017            | СКА                       |
| 10 | 17/18 | 2018   | 27      | 870              | 21 августа 2017      | 22 апреля 2018            | Ак Барс                   |
| 11 | 18/19 | 2019   | 27      | 870              | 1 сентября 2018      | 19 апреля 2019            | ЦСКА                      |
| 12 | 19/20 | 2020   | 24      | 743              | 1 сентября 2019      | 25 марта 2020             | нет                       |
| 13 | 20/21 | 2021   | 23      | 690              | 2 сентября 2020      | 28 апреля 2021            | Авангард                  |
| 14 | 21/22 | 2022   | 24      | 573              | 1 сентября 2021      | 30 апреля 2022            | ЦСКА                      |
| 15 | 22/23 | 2023   | 22      | 748              | 1 сентября 2022      | 29 апреля 2023            | ЦСКА                      |
| 16 | 23/24 | 2024   | 23      | 782              | 1 сентября 2023      | 24 апреля 2024            | Металлург Мг              |
| 17 | 24/25 | 2025   | 23      | 782              | 3 сентября 2024      | 21 мая 2025               | Локомотив                 |

### Комментарии
1. ↑  25 марта 2020 года КХЛ приняла решение о досрочном завершении сезона 2019/20 в связи с негативным развитием эпидемиологической ситуации COVID-19 в мире, первоначально планировалось закончить плей-офф в другую дату.
2. ↑  Из-за пандемии COVID-19 плей-офф не был доигран и чемпион не был определëн.
3. ↑  Из-за Олимпийских игр в Пекине регулярный сезон не был доигран полностью, планировалось играть больше игр чем 573.